# 리팔리모사니
리팔리모사니(이탈리아어: Ripalimosani)는 이탈리아 몰리세주 캄포바소도의 코무네다. 캄포바소로부터 북쪽 6km 거리에 있다.